# Alamo Stadium
Le Alamo Stadium est un stade omnisports américain (principalement utilisé pour le football américain et le soccer) situé dans la ville de San Antonio, au Texas.
Le stade, doté de 18 500 places (ce qui en fait le 3e plus grand stade universitaire texan,) et inauguré en 1940, sert d'enceinte à domicile pour l'équipe de soccer des Corinthians de San Antonio (en).

## Histoire
Proposé en mai 1939, le stade est construit sur le site d'une carrière de pierre abandonnée et est achevé en 1940 en tant que projet du Work Projects Administration (qui a fourni 110 000 $ sur les 500 000 $ totaux du coût de construction),.
Le Alamo Stadium, en forme de fer à cheval et situé dans le quartier historique de Monte Vista Historic District, est surnommé The Rock Pile.
24 000 spectateurs sont présentes lors de l'inauguration du stade, pour assister un double match de lycée de football américain, le premier entre Corpus Christi et Jefferson (14-0), et le second entre Brackenridge et les Houston Reagan (19-2).
En 1947, le stade accueille le match de football américain de l'Alamo Bowl, qui reste le seul et unique dans le stade (dû à l'échec financier de l'événement).
Le stade a accueilli plusieurs équipes de football américain professionnelles, dont les San Antonio Wings de la WFL en 1975, les San Antonio Gunslingers de l'USFL de 1984 à 1985, les San Antonio Riders de la WLAF en 1991, et les San Antonio Matadors de la Spring Football League en 2000.
Le stade est également l'antre à domicile du club de soccer de NASL des San Antonio Thunder en 1976 (l'équipe déménage pour Hawaii l'année suivante en 1977).
En 2002, le stade accueille le match de football américain du US Army All-American Bowl.
Le stade est aujourd'hui utilisé par les lycées de la San Antonio ISD, notamment Brackenridge, Burbank, Edison, Fox Tech, Highlands, Sam Houston, Jefferson et Lanier High School, pour des matchs de football principalement, et organise également des compétitions d'athlétisme.
En 2011, le stade est inscrit au Registre national des lieux historiques.

## Événements
- 1947 : Alamo Bowl.
- 2002 : US Army All-American Bowl.